# Harri Õunapuu
Harri Õunapuu (* 2. Februar 1947 in Sangaste) ist ein estnischer Politiker.

## Frühe Jahre
Harri Õunapuu schloss 1961 die Schule im südestnischen Tartu ab. Er studierte bis 1966 am Gartenbautechnikum von Räpina. 1971 legte er sein Examen im Fach Agrarwissenschaft an der Estnischen Landwirtschaftsakademie (Eesti Põllumajanduse Akadeemia) in Tartu ab.
1974/75 war Õunapuu als Agronom bei der staatlichen Gartenbauverwaltung der Estnischen SSR tätig. Von 1971 bis 1974 und von 1975 bis 1978 arbeitete er als Agrarexperte in einer Sowchose. 1978 bis 1981 war er Sowchos-Direktor in Rapla, bevor er von 1981 bis 1989 als Vorsitzender des Agrarkollektivs von Rapla arbeitete.

## Wirtschaft und Politik
Mit dem Zusammenbruch des sowjetischen Regimes und der staatlichen Zwangswirtschaft in Estland ging Õunapuu in die Privatwirtschaft. 1992/93 war er Projektleiter bei einer Stiftung zur Entwicklung des ländlichen Unternehmertums, bevor er von 1993 bis 1996 als Direktor der Bank Hoiupank fungierte. 1996 bis 1998 war Õunapuu Direktor der Versicherung Eesti Kindlustus und anschließend als Unternehmer tätig.
Gleichzeitig begann er mit der Wiedereinführung der Demokratie in Estland eine politische Karriere. 1989 bis 1991 war Õunapuu Landrat des Kreises Rapla. Von 1996 bis 2002 gehörte er dem Stadtrat von Rapla an. 1999 bis 2002 war er Abgeordneter im estnischen Parlament (Riigikogu).
Von Februar 1991 bis Januar 1992 war Õunapuu im Kabinett von Ministerpräsident Edgar Savisaar estnischer Landwirtschaftsminister. Von Januar 2001 bis April 2003 bekleidete Õunapuu das Amt des Finanzministers im Kabinett von Ministerpräsident Siim Kallas. Anschließend wurde er wieder Parlamentsabgeordneter.
Harri Õunapuu war während der sowjetischen Besetzung Estlands von 1971 bis 1990 Mitglied der KPdSU. Von 1994 bis 2004 gehörte er der links-populistischen Estnischen Zentrumspartei (Eesti Keskerakond) an. Seit 2006 gehört er der liberalen Estnischen Reformpartei (Eesti Reformierakond) an. Õunapuu war Mitglied im Aufsichtsrat der estnischen Zentralbank Eesti Pank.

## Privatleben
Harri Õunapuu ist verheiratet. Er hat zwei Söhne.